# Patrick Ndayisenga
Patrick Ndayisenga (* 28. Oktober 1971) ist ein ehemaliger burundischer Leichtathlet, der sich auf den Marathonlauf spezialisiert hat.

## Sportliche Laufbahn
Ndayisenga trat bei den Olympischen Sommerspielen 2000 in Sydney an. Den Marathon beendete er jedoch nicht.
Auch bei den Crosslauf-Weltmeisterschaften trat er zweimal an. 1998 in Marrakesch erreichte er seine Bestplatzierung mit Rang 19.